# El Banco
El Banco (vertaald: 'de oever') is een gemeente in het Colombiaanse departement Magdalena. De gemeente telt 53.544 inwoners (2005).
De plaats ligt aan de samenvloeiing van de Magdalena en de Cesar.
De plaats is de zetel van het rooms-katholieke bisdom El Banco.
De voornaamste economische bedrijvigheid zijn de veeteelt en de visserij. Er is ook kleinere industrie aanwezig.

## Geschiedenis
Conquistador Gonzalo Jiménez de Quezada verkende de streek en trof hier in 1537 een inheems dorp aan, Sompallón. Alonzo de San Martín noemde de plaats in 1544 Tamalameque. Dit is nu een plaats ten zuidoosten van de plaats El Banco. El Banco zelf werd in 1749 gesticht door de zwarte vrijgelaten slaaf José Domingo Ortiz, die haar Nuestra Señora de la Candelaria de El Banco noemde.
- Library of Congress Control Number: n83226329
- MusicBrainz: 8440c559-3425-4b6e-8d4d-577267d691ba
- Nationale Bibliotheek van Israël: 987007567056405171
- Virtual International Authority File: 130228966
- WorldCat: E39PBJqvXtc8cJ6w9XhFBBMwYP

Algarrobo · Aracataca · Ariguaní · Cerro San Antonio · Chibolo · Ciénaga · Concordia · El Banco · El Piñón · El Retén · Fundación · Guamal · Nueva Granada · Pedraza · Pijiño del Carmen · Pivijay · Plato · Puebloviejo · Remolino · Sabanas de San Ángel · Salamina · San Sebastián de Buenavista · Santa Ana · Santa Bárbara de Pinto · Santa Marta · San Zenón · Sitionuevo · Tenerife · Zapayán · Zona Bananera